# Aswandæmningen
Aswan (Assuan) er en by ved Nilens første katarakt, dvs. område hvor sten rager op og der er strømhvivler. To dæmninger går over floden på dette punkt, den gamle lave dæmning, og den nyere, Den Store Aswandæmning (Arabisk: السد العالي, as-Sad al-'Aly); (Engelsk: Aswan High Dam). Uden inddæmning ville Nilen gå over sine bredder hver sommer, når vand fra regn i Østafrika flyder ned ad floden, sådan som det gjorde i gammel tid. Disse oversvømmelser bragte næringsstoffer og mineraler med sig, og gjorde jorden rundt om Nilen frugtbar og ideel til landbug. Da befolkningen langs floden voksede, opstod et behov for at kontrollere flodens vand og for at beskytte jord og bomuldsmarker. I et højvandsår kunne en hel høst blive ødelagt, mens et lavvandsår bragte tørke og hungersnød.
Den oprindelige dæmning viste sig at være uhensigtsmæssig, hvorfor den blev forhøjet i to omgange, (1907–12) og (1929–33). Da den næsten blev oversvømmet i 1946, besluttedes det at bygge en helt ny dæmning 6 km højere oppe.
Den Store Aswan Dæmning begyndte at planlægges i 1952 lige efter den Ægyptiske Revolution, udført af ægyptiske officerer med Nasser som leder.
I begyndelsen var USA og England villige til at hjælpe med finansieringen ved at yde lån på 270 millioner dollars − svarende til over 2 milliarder nutids-dollars (2007) – angiveligt som en erkendtlighed for Nassers ledelse i forsøget på løsning af den arabisk-israelske konflikt.
Men begge stater aflyste hjælpen i juli 1956 som en del af den hemmelige USA-ledede plan (OMEGA Memorandum) for at marginalisere Nasser.
En hemmelig ægyptisk forsvarsaftale med daværende Tjekkoslovakiet (Østblokken) og Ægypten med deltagelse af Kina er angivet som muligt grundlag for aflysningen. I 1958 gik Sovjetunionen ind og grundlagde projektet. Sovjet tilbød også teknikere og maskineri. Den enorme sten- og lerdæmning blev designet af Sovjetunionens Hydroprojekt-institut.
I 1960 begyndte byggeriet af en af verdens største dæmninger. Der var 35.000 ægyptere og 5.000 russere om at bygge den over 10 år, hvor der blev brugt 43 millioner m³ materiale (svarende til stenmaterialet til 17 store pyramider). 
21. juli 1970 blev den indviet, men først i 1976 nåede reservoiret kapaciteten, efter at have været under opfyldning siden 1964.
Vandkraftværket i Aswandæmningen huser 12 generatorer, hver med et nominelt output på 175 MW , i alt en produktion på 2100 MW. Energiproduktionen begyndte i 1967 (Sammenligning: Asnæsværket kan levere 1057 MW). Maximalt 11.000 m³ vand kan passere gennem dæmningen hvert sekund. Der er yderligere nød-spilderender for extra 5.000 m³ og Toshka kanalen forbinder reservoiret til Toshka Forsænkningen. 
Reservoiret, som kaldes Nassersøen, er 550 km lang og har en største bredde på 35 km og et overfladeareal på 5.250 km² og holder på 111 km³. Da søen ville oversvømme flere store oldgamle ægyptiske templer blev disse flyttet forud for opførelsen. Således blev det store Abu Simbel tempel flyttet op så det i dag står ved bredden af den nye sø, Debods Tempel blev flyttet til Madrid og Dendur Tempel til New York.

## Fordele
Da dæmnmingen nåede sin højeste produktion, stod den for næsten halvdelen af hele Ægyptens elproduktion (tallet var 15 % i 1998) og gjorde det muligt at koble næsten alle Ægyptens landsbyer til elnettet for første gang. Dæmningen udlignede følgerne af de farlige oversvømmelser i 1964 og 1973 og af de truende tørker i 1972–73 og 1983–84. En ny fiskeriindustri er skabt rundt om Nasser-søen, selvom den har det svært grundet afstanden til betydningsfulde markeder.

## Negative miljømæssige og kulturelle følgevirkninger
Inddæmningen af Nilen har ført et antal miljømæssige og kulturelle følger med sig. Den oversvømmede en stor del af det nedre Nubien og mere end 90.000 mennesker blev hjemløse. Nassersøen oversvømmede værdifulde arkæologiske områder, såsom fortet ved Buhen.Siltet, som plejede at blive aflejret langs floden hvert år, og som gjorde Nilens bredder frugtbare , holdes nu tilbage bag dæmningen. Silt som deponeres i reservoiret sænker vandlager-kapaciteten af Nasser-søen. Dårlige kunstvandings-metoder overmætter jordene med vand eller bringer salt op til overfladen. Fiskeri i Middelhavet er gået betragtelig ned efter dæmningen er blevet færdig , pga. at de næringstoffer, som plejede at flyde ned af Nilen til Middelhavet, nu er fanget bag dæmningen.
Der sker en del erosion nedstrøms, efterhånden som floden søger at genfylde sin ladning af sediment. Erosion af kystlinie barriererne pga. manglen på nyt sediment fra de årlige oversvømmelser vil efterhånden føre til tab i den brakvands-sø fiskeri-aktivitet, som i øjeblikket er den største kilde til fisk i Ægypten, og sænkningen af Nilens Delta vil føre til oversvømmelse af den nordlige del af floddeltaet med havvand, i områder som bruges til ris afgrøder. Selve deltaet, som nu ikke længere fornyes med Nilens silt, har mistet meget af sin frugtbarhed. Den røde murstens-industri, som plejede at bruge delta mudder, er også alvorligt påvirket. Der sker betydelig erosion af kystlinier hele vejen langs det østlige Middelhav, grundet manglen på sand, der engang blev bragt frem af Nilen. 
Den øgede anvendelse af kunstgødning i landbrugsområderne under dæmningen, har ført til kemisk forurening, hvilket ikke var tilfældet med det traditionelle silt. Sløset kunstvandingskontrol har ført til at noget landbrugsjord bliver overmættet med vand, mens andet plages af stigende salinitet, et problem som forværres af det reducerede flow i floden, som muligør at salt vand kan trænge længere ind i deltaet.
Fiskebestanden i Middelhavet er også negativt påvirket af dæmningen. Hele den østlige del af Middelhavet har en lav frugtbarhed, fordi marineøkosystemet traditionelt var afhængig af fosfat- og silikat-outflowet fra Nilen. Fiskeriet i Middelhavet gik ned med næsten halvdelen efter at dæmningen blev opført. Dæmningen er også anklaget som skyldig for den øgede forekomst af schistosomiasis (bilharziose), grundet det tykke lag af planter, som er groet frem i Nasser-søen, og som er vært for de snegle , som bærer på sygdommen.
Aswan dæmningen synes at øge saltholdigheden i Middelhavet, og dette har indflydelse på Middelhavets udløb i Atlanten (se Gibraltar-strædet). Denne strøm kan følges tusinder af kilometer ud i Atlanterhavet. 